# 日本アイソトープ協会
公益社団法人日本アイソトープ協会（こうえきしゃだんほうじんにほんアイソトープきょうかい、英文名 Japan Radioisotope Association ; JRIA）は、放射性同位元素（ラジオアイソトープ；RI）の利用に関する技術の向上および普及を図ることを目的に、1951年に発足した使用者、研究者の団体。元々理化学研究所の仁科研究室が行っていた業務を移管した経緯もあり、所在地は和光に移転する前の駒込の旧理化学研究所23号館である。

## 沿革
- 1951年5月1日 - 任意団体「日本放射性同位元素協会」として創立。同年、第1回放射性同位元素講習会開催、アイソトープの輸入・頒布開始。
- 1953年 - 医療用大量線源輸入開始。
- 1954年5月1日 - 社団法人に改組。
- 1960年 - 放射性医薬品の頒布開始、アイソトープ廃棄物の集荷開始。
- 1971年8月1日 - 「日本アイソトープ協会」に改称。
- 1983年 - 放射線照射施設「甲賀研究所」完成。
- 1987年 - 医療アイソトープ廃棄物処理施設「茅記念滝沢研究所」完成。
- 1989年 - 展示施設「武見記念館」完成。
- 1990年 - ポジトロン核医学、PIXE分析施設「仁科記念サイクロトロンセンター」完成。
- 2009年6月1日 - 甲賀研究所の全事業（放射線照射およびその研究、微生物試験、微生物に関する研修および研究）を株式会社コーガアイソトープに譲渡[1]。
- 2012年4月1日 - 公益社団法人に移行[2][3]。
- 2018年1月 - 神奈川県川崎市内の再開発地区「キングスカイフロント」内に「川崎技術開発センター」を設立し、アイソトープ供給部門を移管[4]。